# Свети Никола (Троянски манастир)
Вижте пояснителната страница за други значения на Свети Никола.
„Свети Никола“ е православен скит, подчинен на Троянския манастир, намиращ се в близост до град Троян.

## Местоположение
Скитът e разположен на около един километър югоизточно от Троянския манастир, на западния склон на връх Иван (1046 м) – дял от Троянска планина от Средна Стара планина.

## История
Скитът е основан през 1785 г. от игумена на Троянския манастир Паисий, а през 1812 г. е възобновен.
Скитът представлява комплекс от църква, жилищни сгради и аязмо. Църквата е построена през 1812 г., а новите жилищни постройки – през 1950-60 година от архимандрит Йосиф Минков. През първата половина на ХІХ в. в скита се е помещавало килийното училище на Троянския манастир. В манастирския двор е гробът на хайдут Велко от Шумен, починал от раните си през 1848 г. Понастоящем скитът е претърпял цялостен ремонт, действащ е и е обявен за паметник на културата.